# 에이드리언느 맥퀸

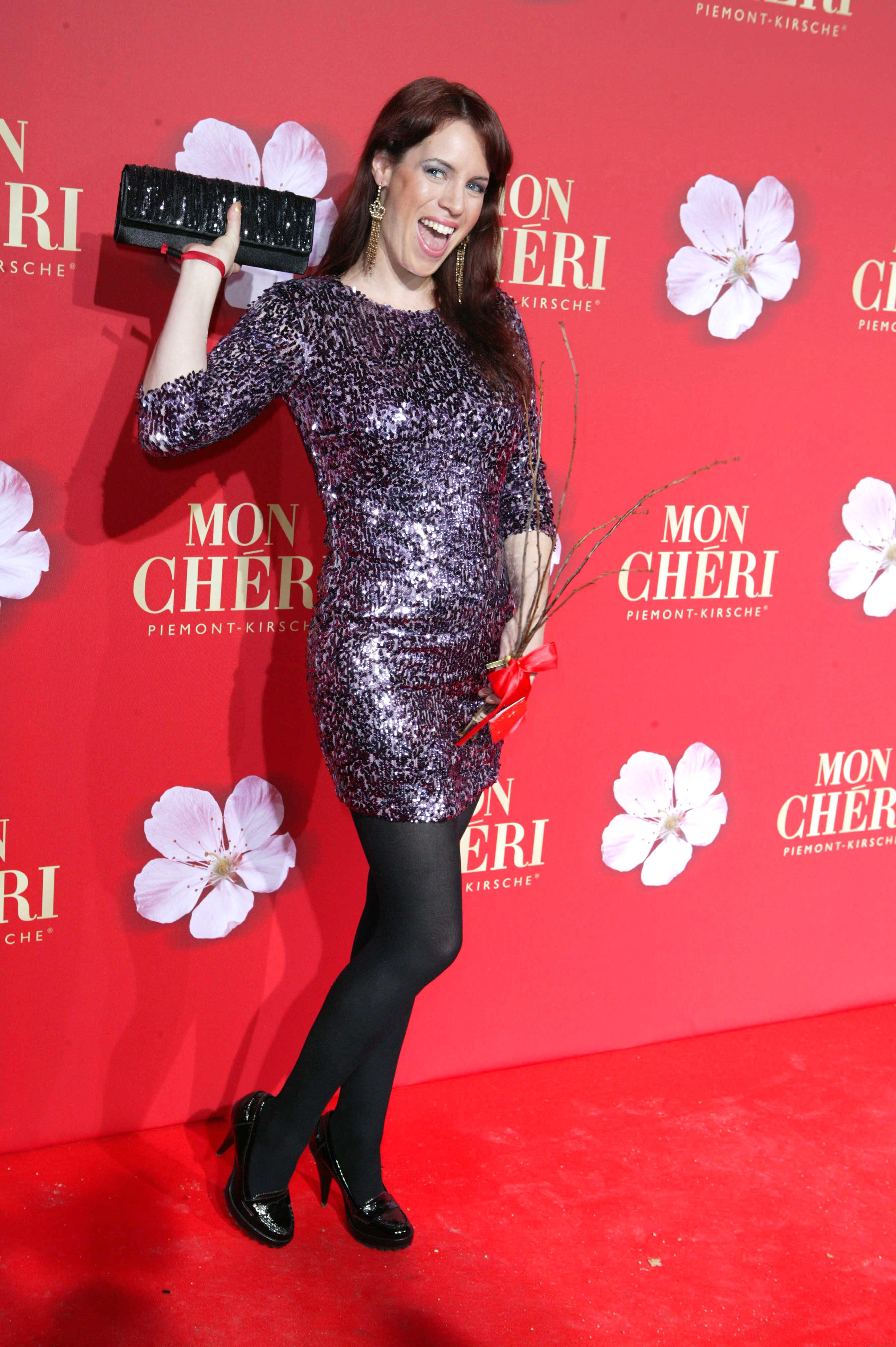

에이드리언느 맥퀸(Adrienne McQueen, 1978년 6월 16일 ~ )은 독일의 배우, 영화배우이다.
프랑크푸르트에서 태어났다.

## 영화
- 나이트 오브 컵스 (2015년) - 유혹하는 여인 역
- 매직 마이크 (2012년) - 댈러스의 작업녀 역
- 프리즌 브레이크: 완결편 (2009년)
- 페임 (2009년)
- S러버 (2009년)
- 프리즌 브레이크 시즌1 (2005년)
- 블러드레인 (2005년)
- 포스트 임팩트 (2004년) - 셔일라 아질 역
- 에폭: 에볼루션 (2003년)